# Rock Cup 2019
La Rock Cup 2019 fue la edición número 62 de la copa de fútbol de Gibraltar. Desde la edición 2017 el torneo pasó a llamarse Gibtelecom Rock Cup por un contrato firmado entre la Asociación de Fútbol de Gibraltar y la empresa de telecomunicaciones Gibtelecom el 13 de diciembre de 2016.
En esa temporada la copa fue disputada por diecisiete clubes. La final se jugó el 26 de mayo de 2019. El campeón de la competición se clasificó a la Europa League 2019-20.

## Primera ronda
| Equipo 1 | Resultado | Equipo 2            | Fecha                | Estadio          |
| -------- | --------- | ------------------- | -------------------- | ---------------- |
| Leo (2)  | 0 − 10    | Bruno's Magpies (2) | 20 de enero de 2019. | Estadio Victoria |

## Segunda ronda
| Equipo 1             | Resultado      | Equipo 2              | Fecha                  | Estadio          |
| -------------------- | -------------- | --------------------- | ---------------------- | ---------------- |
| St Joseph's (1)      | 12 − 0         | Hound Dogs (2)        | 6 de febrero de 2019.  | Estadio Victoria |
| Mons Calpe (1)       | 14 − 0         | College 1975 (2)      | 7 de febrero de 2019.  | Estadio Victoria |
| Lincoln Red Imps (1) | 1 − 2          | Europa (1)            | 7 de febrero de 2019.  | Estadio Victoria |
| Manchester 62 (2)    | 0 - 12         | Gibraltar United (1)  | 8 de febrero de 2019.  | Estadio Victoria |
| Lynx FC (1)          | 1-3            | Gibraltar Phoenix (1) | 9 de febrero de 2019.  | Estadio Victoria |
| Glacis United (1)    | 1-1 (3-4 pen.) | Lions Gibraltar (1)   | 9 de febrero de 2019.  | Estadio Victoria |
| Europa Point (2)     | 0-2            | Olympique 13 (2)      | 9 de febrero de 2019.  | Estadio Victoria |
| Boca Gibraltar (1)   | 2-5            | Bruno's Magpies (2)   | 10 de febrero de 2019. | Estadio Victoria |

## Cuartos de final
| Equipo 1              | Resultado | Equipo 2            | Fecha                | Estadio          |
| --------------------- | --------- | ------------------- | -------------------- | ---------------- |
| Gibraltar United (1)  | 4-2       | Olympique 13 (2)    | 12 de marzo de 2019. | Estadio Victoria |
| St Joseph's (1)       | 1-4       | Mons Calpe (1)      | 12 de marzo de 2019. | Estadio Victoria |
| Gibraltar Phoenix (1) | 4-0       | Lions Gibraltar (1) | 13 de marzo de 2019. | Estadio Victoria |
| Bruno's Magpies (2)   | 1:9       | Europa (1)          | 13 de marzo de 2019. | Estadio Victoria |

## Semifinales
| Equipo 1              | Resultado | Equipo 2       | Fecha                | Estadio          |
| --------------------- | --------- | -------------- | -------------------- | ---------------- |
| Gibraltar Phoenix (1) | 1-4       | Europa (1)     | 9 de abril de 2019.  | Estadio Victoria |
| Gibraltar United (1)  | 1-0       | Mons Calpe (1) | 10 de abril de 2019. | Estadio Victoria |

## Final
| Gibraltar United | Europa |
| 0                | 3      |
| ---------------- | ------ |

| 26 de mayo, 18:00 (HCE) — Estadio Victoria, Gibraltar |
| ----------------------------------------------------- |

| 1         | Kyle Goldwin (P) (C) | 23   | Dayle Coleing (P)            |
| 5         | Erin Barnett         | 5    | Ibrahim Ayew                 |
| 15        | Aymen Mouelhi        | 2    | Ethan Jolley                 |
| 28        | Nicolás Márquez      | 4    | Olmo González                |
| 27        | Héctor Antona        | 6    | Emil Peter Jørgensen         |
| 16        | Francisco Álvarez    | 10   | Liam Walker (C)              |
| 4         | David Gómez 62'      | 17   | Urko Arroyo 73'              |
| 6         | Carlos Carrasco      | 8    | Álex Quillo                  |
| 17        | Chico Rubio 55'      | 20   | Mustafa Yahaya 70'           |
| 14        | Nathan Santos 74'    | 9    | Manuel Arana                 |
| 26        | Alberto Zapata       | 19   | Manu Dimas 86'               |
| Ent.      | Paco Luna            | Ent. | Rafa Escobar                 |
| Suplentes |                      |      |                              |
| 13        | Jorge Avellano (P)   | 1    | Javi Muñoz (P)               |
| 22        | Moisés Suárez        | 16   | Michael Yome 73'             |
| 20        | Michael Negrette 62' | 3    | Nalys Castro                 |
| 21        | Guido Ratto          | 12   | Razak Iddrisu 86'            |
| 23        | Julio Bado 74'       | 15   | Domingo 70'                  |
| 7         | Achraf Nait Brahim   | 18   | Aaron Payas                  |
| 10        | Dani Ponce 55'       | 22   | Philip Gillingwater-Pedersen |

| Goles        | Goles | Goles | Goles | Goles                                      |
| ------------ | ----- | ----- | ----- | ------------------------------------------ |
|              |       | –     |       | Arana 54' · Arroyo 62' · Walker 65' (pen.) |
| Penales      |       |       |       |                                            |
| Bandera de ? |       | –     |       | Bandera de ?                               |

| Amonestaciones                                          | Amonestaciones | Amonestaciones | Amonestaciones  |
| ------------------------------------------------------- | -------------- | -------------- | --------------- |
| Erin Barnett ?' · Aymen Mouelhi ?' · Carlos Carrasco ?' |                |                | Manuel Arana ?' |

| Árbitros          | Árbitros             |
| ----------------- | -------------------- |
| Principal         | Herbert Warwick      |
| Primer asistente  | Daniel Gómez         |
| Segundo asistente | Michael Gordillo     |
| Tercer asistente  | Bandera de ?         |
| Cuarto asistente  | Bandera de ?         |
| Quinto asistente  | Bandera de ?         |
| Cuarto árbitro    | José Antonio Delgado |
| Observador        | Denis Alvarez        |

| Gibraltar United | Europa |
| 0                | 3      |
| ---------------- | ------ |

| 26 de mayo, 18:00 (HCE) — Estadio Victoria, Gibraltar |
| ----------------------------------------------------- |

| 1         | Kyle Goldwin (P) (C) | 23   | Dayle Coleing (P)            |
| 5         | Erin Barnett         | 5    | Ibrahim Ayew                 |
| 15        | Aymen Mouelhi        | 2    | Ethan Jolley                 |
| 28        | Nicolás Márquez      | 4    | Olmo González                |
| 27        | Héctor Antona        | 6    | Emil Peter Jørgensen         |
| 16        | Francisco Álvarez    | 10   | Liam Walker (C)              |
| 4         | David Gómez 62'      | 17   | Urko Arroyo 73'              |
| 6         | Carlos Carrasco      | 8    | Álex Quillo                  |
| 17        | Chico Rubio 55'      | 20   | Mustafa Yahaya 70'           |
| 14        | Nathan Santos 74'    | 9    | Manuel Arana                 |
| 26        | Alberto Zapata       | 19   | Manu Dimas 86'               |
| Ent.      | Paco Luna            | Ent. | Rafa Escobar                 |
| Suplentes |                      |      |                              |
| 13        | Jorge Avellano (P)   | 1    | Javi Muñoz (P)               |
| 22        | Moisés Suárez        | 16   | Michael Yome 73'             |
| 20        | Michael Negrette 62' | 3    | Nalys Castro                 |
| 21        | Guido Ratto          | 12   | Razak Iddrisu 86'            |
| 23        | Julio Bado 74'       | 15   | Domingo 70'                  |
| 7         | Achraf Nait Brahim   | 18   | Aaron Payas                  |
| 10        | Dani Ponce 55'       | 22   | Philip Gillingwater-Pedersen |

| Goles        | Goles | Goles | Goles | Goles                                      |
| ------------ | ----- | ----- | ----- | ------------------------------------------ |
|              |       | –     |       | Arana 54' · Arroyo 62' · Walker 65' (pen.) |
| Penales      |       |       |       |                                            |
| Bandera de ? |       | –     |       | Bandera de ?                               |

| Amonestaciones                                          | Amonestaciones | Amonestaciones | Amonestaciones  |
| ------------------------------------------------------- | -------------- | -------------- | --------------- |
| Erin Barnett ?' · Aymen Mouelhi ?' · Carlos Carrasco ?' |                |                | Manuel Arana ?' |

| Árbitros          | Árbitros             |
| ----------------- | -------------------- |
| Principal         | Herbert Warwick      |
| Primer asistente  | Daniel Gómez         |
| Segundo asistente | Michael Gordillo     |
| Tercer asistente  | Bandera de ?         |
| Cuarto asistente  | Bandera de ?         |
| Quinto asistente  | Bandera de ?         |
| Cuarto árbitro    | José Antonio Delgado |
| Observador        | Denis Alvarez        |

| Gibraltar United | Europa |
| 0                | 3      |
| ---------------- | ------ |

| 26 de mayo, 18:00 (HCE) — Estadio Victoria, Gibraltar |
| ----------------------------------------------------- |

| 1         | Kyle Goldwin (P) (C) | 23   | Dayle Coleing (P)            |
| 5         | Erin Barnett         | 5    | Ibrahim Ayew                 |
| 15        | Aymen Mouelhi        | 2    | Ethan Jolley                 |
| 28        | Nicolás Márquez      | 4    | Olmo González                |
| 27        | Héctor Antona        | 6    | Emil Peter Jørgensen         |
| 16        | Francisco Álvarez    | 10   | Liam Walker (C)              |
| 4         | David Gómez 62'      | 17   | Urko Arroyo 73'              |
| 6         | Carlos Carrasco      | 8    | Álex Quillo                  |
| 17        | Chico Rubio 55'      | 20   | Mustafa Yahaya 70'           |
| 14        | Nathan Santos 74'    | 9    | Manuel Arana                 |
| 26        | Alberto Zapata       | 19   | Manu Dimas 86'               |
| Ent.      | Paco Luna            | Ent. | Rafa Escobar                 |
| Suplentes |                      |      |                              |
| 13        | Jorge Avellano (P)   | 1    | Javi Muñoz (P)               |
| 22        | Moisés Suárez        | 16   | Michael Yome 73'             |
| 20        | Michael Negrette 62' | 3    | Nalys Castro                 |
| 21        | Guido Ratto          | 12   | Razak Iddrisu 86'            |
| 23        | Julio Bado 74'       | 15   | Domingo 70'                  |
| 7         | Achraf Nait Brahim   | 18   | Aaron Payas                  |
| 10        | Dani Ponce 55'       | 22   | Philip Gillingwater-Pedersen |

| Goles        | Goles | Goles | Goles | Goles                                      |
| ------------ | ----- | ----- | ----- | ------------------------------------------ |
|              |       | –     |       | Arana 54' · Arroyo 62' · Walker 65' (pen.) |
| Penales      |       |       |       |                                            |
| Bandera de ? |       | –     |       | Bandera de ?                               |

| Amonestaciones                                          | Amonestaciones | Amonestaciones | Amonestaciones  |
| ------------------------------------------------------- | -------------- | -------------- | --------------- |
| Erin Barnett ?' · Aymen Mouelhi ?' · Carlos Carrasco ?' |                |                | Manuel Arana ?' |

| Árbitros          | Árbitros             |
| ----------------- | -------------------- |
| Principal         | Herbert Warwick      |
| Primer asistente  | Daniel Gómez         |
| Segundo asistente | Michael Gordillo     |
| Tercer asistente  | Bandera de ?         |
| Cuarto asistente  | Bandera de ?         |
| Quinto asistente  | Bandera de ?         |
| Cuarto árbitro    | José Antonio Delgado |
| Observador        | Denis Alvarez        |

| Gibraltar United | Europa |
| 0                | 3      |
| ---------------- | ------ |

| 26 de mayo, 18:00 (HCE) — Estadio Victoria, Gibraltar |
| ----------------------------------------------------- |

| 1         | Kyle Goldwin (P) (C) | 23   | Dayle Coleing (P)            |
| 5         | Erin Barnett         | 5    | Ibrahim Ayew                 |
| 15        | Aymen Mouelhi        | 2    | Ethan Jolley                 |
| 28        | Nicolás Márquez      | 4    | Olmo González                |
| 27        | Héctor Antona        | 6    | Emil Peter Jørgensen         |
| 16        | Francisco Álvarez    | 10   | Liam Walker (C)              |
| 4         | David Gómez 62'      | 17   | Urko Arroyo 73'              |
| 6         | Carlos Carrasco      | 8    | Álex Quillo                  |
| 17        | Chico Rubio 55'      | 20   | Mustafa Yahaya 70'           |
| 14        | Nathan Santos 74'    | 9    | Manuel Arana                 |
| 26        | Alberto Zapata       | 19   | Manu Dimas 86'               |
| Ent.      | Paco Luna            | Ent. | Rafa Escobar                 |
| Suplentes |                      |      |                              |
| 13        | Jorge Avellano (P)   | 1    | Javi Muñoz (P)               |
| 22        | Moisés Suárez        | 16   | Michael Yome 73'             |
| 20        | Michael Negrette 62' | 3    | Nalys Castro                 |
| 21        | Guido Ratto          | 12   | Razak Iddrisu 86'            |
| 23        | Julio Bado 74'       | 15   | Domingo 70'                  |
| 7         | Achraf Nait Brahim   | 18   | Aaron Payas                  |
| 10        | Dani Ponce 55'       | 22   | Philip Gillingwater-Pedersen |

| Goles        | Goles | Goles | Goles | Goles                                      |
| ------------ | ----- | ----- | ----- | ------------------------------------------ |
|              |       | –     |       | Arana 54' · Arroyo 62' · Walker 65' (pen.) |
| Penales      |       |       |       |                                            |
| Bandera de ? |       | –     |       | Bandera de ?                               |

| Amonestaciones                                          | Amonestaciones | Amonestaciones | Amonestaciones  |
| ------------------------------------------------------- | -------------- | -------------- | --------------- |
| Erin Barnett ?' · Aymen Mouelhi ?' · Carlos Carrasco ?' |                |                | Manuel Arana ?' |

| Árbitros          | Árbitros             |
| ----------------- | -------------------- |
| Principal         | Herbert Warwick      |
| Primer asistente  | Daniel Gómez         |
| Segundo asistente | Michael Gordillo     |
| Tercer asistente  | Bandera de ?         |
| Cuarto asistente  | Bandera de ?         |
| Quinto asistente  | Bandera de ?         |
| Cuarto árbitro    | José Antonio Delgado |
| Observador        | Denis Alvarez        |

## Goleadores
- Actualizado el 26 de mayo de 2019.[6]

| Pos. | Jugador           | Equipo           | Goles |
| ---- | ----------------- | ---------------- | ----- |
| 1    | Tjay De Barr      | Europa           | 7     |
| 2    | Matheus Assumpção | Bruno's Magpies  | 5     |
| 3    | Nathan Santos     | Gibraltar United | 4     |
| 3    | Pibe              | Mons Calpe       | 4     |